# Buthus occitanus
El escorpión común, amarillo o alacrán (Buthus occitanus) es una especie de escorpión de la familia Buthidae común en España.

## Descripción
Su coloración es amarillenta, de un tono oscuro en el dorso y más claro en el resto del cuerpo. Es un escorpión. Las pinzas son bastante delgadas y la glándula del veneno es redonda y tan larga como el aguijón. Puede llegar a medir 8 cm de largo.

## Distribución
Se encuentra en Italia, sur de Francia y en la península ibérica.

## Comportamiento
De día suele quedarse escondido bajo las piedras de los lugares más cálidos, como por ejemplo los matorrales y lastonares, y de noche sale a la caza de artrópodos que paraliza inyectándoles el veneno de su aguijón terminal. En ocasiones suele salir también los días de lluvia.

## Relación con el ser humano
Es considerado de mediana peligrosidad para el ser humano. Su picadura suele ser muy dolorosa y produce edema y ampollas equimóticas en el lugar de la picadura, así como cefalea, lipotimia, fiebre, vómitos y una ligera disnea. Sin embargo no reviste generalmente gravedad excepto en niños de corta edad y ancianos, aunque de vez en cuando se registran casos mortales.